# Triều Tiên Hiển Tông
Triều Tiên Hiển Tông (chữ Hán: 朝鮮顯宗; Hangul: 조선 현종; 14 tháng 3 năm 1641 - 17 tháng 9 năm 1674), là vị Quốc vương thứ 18 của nhà Triều Tiên. Ông trị vị từ năm 1659 đến năm 1674, tổng cộng 15 năm.
Thời kỳ trị vị của ông chủ yếu được đánh dấu bởi cuộc xung đột nặng nề giữa các phe phái chính trị quốc gia về các vấn đề khác nhau, đặc biệt là về các vấn đề tang lễ.

## Thân thế
Hiển Tông đại vương tên húy là Lý Túc (李棩), tên tự là Cảnh Trực (景直). Khi Hiếu Tông còn đang là Phụng Lâm đại quân (鳳林大君) và đang bị đi đày ở Nhà Thanh theo hòa ước, ông được sinh ở Thẩm Dương, mẹ là Nhân Tuyên Vương hậu Trương thị ở Đức Thủy.
Năm 1645, Chiêu Hiển Thế tử Lý Vương qua đời, Phụng Lâm đại quân được Triều Tiên Nhân Tổ phong làm Vương thế tử kế vị, Hiển Tông khi ấy 4 tuổi được phong làm Vương thế tôn. Năm 1649, Nhân Tổ đại vương thăng hà, Hiếu Tông kế vị phong cho Vương thế tôn lên làm Vương thế tử, Thế tử tần Trương thị được phong Vương phi.
Năm 1651, Thế tử kết hôn với con gái của đại thần Kim Hựu Minh (金佑明), tấn phong Vương thế tử tần (王世子嬪). Năm 1659, Hiếu Tông thăng hà, Thế tử lên kế vị ở Xương Đức cung, tôn Vương phi Trương thị làm Hiến Túc vương đại phi (孝肅王大妃), sắc phong Thế tử tần Kim thị làm Vương phi.
Năm 1674, ngày 18 tháng 8, quốc vương thăng hà ở Xương Đức cung, được an táng tại Sùng lăng (崇陵). Miếu hiệu là Hiển Tông (顯宗), thụy hiệu là Chiêu Hữu Diễn Khánh Đôn Đức Tuy Thành Thuần Văn Túc Vũ Kính Nhân Chương Hiếu đại vương (昭休衍慶敦德綏成純文肅武敬仁彰孝大王).

## Gia đình
- Thân phụ: Triều Tiên Hiếu Tông Lý Hạo.
- Thân mẫu: Nhân Tuyên Vương hậu Trương thị (仁宣王后張氏; 1618 - 1674), được Hiển Tông tôn làm Hiến Túc vương đại phi (孝肅王大妃). Ngày 24 tháng 2, năm 1674, Vương đại phi Trương thị thăng hà ở Hội Trường điện tại Khánh Đức cung.
- Hậu cung:

1. Minh Thánh Vương hậu Kim thị (明聖王后金氏; 1642 - 1683), người ở Thanh Phong, con gái của Thanh Phong phủ viện quân Kim Hựu Minh (金佑明) và Đức Ân phủ phu nhân.

- Hậu duệ:

1. Công chúa [公主; 1658], chết yểu.
2. Minh Thiện công chúa [明善公主; 1659 - 1673], chết trẻ.
3. Triều Tiên Túc Tông Lý Đôn [李焞], lúc mới được sinh ra đã sắc phong làm Vương thế tử.
4. Minh Huệ công chúa [明惠公主; 1662 - 1679], chết trẻ.
5. Minh An công chúa [明安公主; 1665 - 1687], hạ giá lấy Hải Xương úy Ngô Thái Chu (吳泰周).